# Szentegát
Szentegát is een plaats (község) en gemeente in het Hongaarse comitaat Baranya. Szentegát telt 414 inwoners (2001).